# Kalkstein

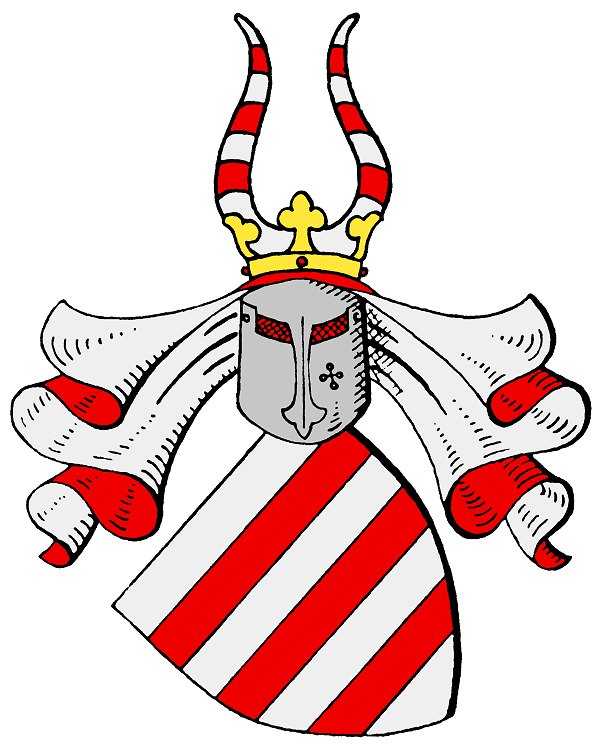
herb rodu Kalkstein Kos odmienny

Kalkstein, Kalkstein-Stoliński, Kalkstein-Osłowski – rodzimy ród pruski, który się wywodzi się z miejscowości Wapnik (Kalkstein) od której ród ma nazwisko Kalkstein, 20 kwietnia 1285 roku biskup warmiński Henryk Fleming nadaje braciom Janowi i Krystianowi ochrzczonym Prusom prawa własności w miejscowości, bracia dali początek rodowi Kalkstein, Krystian występuje też w innym dokumencie z dnia 1 lipca 1284 dotyczącego prusaka Trumpe jako świadek i występuje tam jako Krystian z Kalkstein. Kalksteinowie byli właścicielami miejscowości do 1582 roku, kiedy to Kalkstein stał się własnością bratanków Stanisława Hozjusza. Na początku XV wieku Krzysztof Kalkstein otrzymuje lenność w Wogau koło Iławy Pruskiej. W 1450 roku Jan z Kalksteinów otrzymuje 11 włók ziemi w Świeciu koło Brodnicy na prawie Magdeburskim. W 1459 roku Jan Kalkstein otrzymał przywilej na Łunawy koło Stolna. W XV wieku w Stolnie na terenie ziemi Chełmińskiej pojawiają się Kalksteinowie którzy później od miejscowości przyjmują drugą część nazwiska Kalkstein Stolińscy. U schyłku XIX wieku część Kalksteinów nie związanych z linią Kalkstein Stolińskich ze Stolna zaczęło używać też formy „Stoliński” nawiązując do pułkownika Krystiana Kalksteina który żył w XVII wieku, który to podczas pobytu w Polsce przybrał sobie drugą część nazwiska'' Kalkstein Stoliński'' od bardzo odległych krewnych Kalkstein Stolińskich ze Stolna. W XVI wieku są odnotowani Kalksteinowie w Osłowie koło Świecia, którzy dali początek linii Kalkstein Osłowskim. Jan Kalkstein w 1522 roku otrzymał od swojego szwagra dobra w Polaszkach , od tych dóbr przyjął nazwisko Kalkstein Poleski. W XVIII wieku Kalksteinowie są w Pluskowęsach, będący gałęzią  Kalksteinów z Polaszek koło Sztumu, mający kaplicę w Chełmży.

## Znane osoby
- Albrecht Kalkstein(inne języki) (Kalckstein) (1592-1667) – szlachcic pruski, generał, ojciec Krystiana
- Krzysztof Kalkstein – otrzymał od zakonu krzyżackiego na początku XV wieku lenność w Wogau blisko Iławy Pruskiej (Bagrationowsk)[14]
- Jan Kalkstein – otrzymał w 1459 roku przywilej na Łunawy, w okolicy Stolna[14]
- Krystian Kalkstein (1630-1672) – pułkownik polskich wojsk koronnych, jeden z przywódców opozycji antyelektorskiej w Prusach Książęcych
- Teodor Kalkstein (1850-1905) – ekonomista, polski działacz społeczny
- Michał Kalkstein – sędzia Malborski
- Wincenty Kalkstein – działacz gospodarczy
- Ludwik Kalkstein (1920-1994) – literat, żołnierz konspiracji, agent Gestapo w Armii Krajowej
- Melchior Kalkstein Stoliński – sędzia ziemski Człuchowski, poseł na sejm elekcyjny 1648
- Jerzy Kalkstein Stoliński – walczył pod dowództwem Jana Karola Chodkiewicza[15] między innymi pod Chocimiem[16]
- Antoni Kalkstein Stoliński – poseł na sejm 1730[15]
- Mikołaj Kalkstein Stoliński – porucznik wojsk polskich, zginął pod Cecorą w 1620 roku[15]
- Melchior Kalkstein Stoliński (ok. 1691–1762) – chorąży Chełmiński, podkomorzy Chełmiński, poseł na sejmy[17]
- Andrzej Kalkstein Osłowski – pisarz grodzki pomorski
- Mikołaj Kalkstein Stoliński – burgrabia Chełmiński
- Jan Kazimierz Kalkstein – wicewojewoda malborski, poseł na sejmy
- Bartłomiej Kalkstein Stoliński – poborca powiatu Człuchowskiego
- Jan Kalkstein – w 1450 roku otrzymał 11 łanów  ziemi od wielkiego mistrza krzyżackiego  Ludwiga von Erlichshausen  w Świeciu koło  Brodnicy  na prawie Magdeburskim[18]
- Jan i Jakub Kalkstein Stolińscy – odznaczyli  się w wojnie ze Szwedami 1603-1606r. [19][20]

## Inne
- Bank Kredytowy Donimirski-Kalkstein-Łyskowski i Spółka w Toruniu